# Dynasty: The Making of a Guilty Pleasure
Dynasty: The Making of a Guilty Pleasure é um telefilme americano de 2005, baseado na criação e nos bastidores da produção da soap opera dos anos 80, Dinastia. Foi transmitido pela ABC em 2 de janeiro de 2005.

## Enredo
O filme começa com o seguinte aviso:

A dramatização a seguir inclui compactação de tempo e personagens e incidentes compostos e ficcionados.
Em 1980, o [xecutivo de desenvolvimento da ABC, Vince Peterson (John Terry) se encontra com o produtor Aaron Spelling (Nicholas Hammond), procurando uma série com "ganância e manipulação e sexo e poder e vaidade" para lutar contra o seriado noturno de Dallas da CBS e torná-lo "parece Sesame Street." Os escritores Richard e Esther Shapiro (Pamela Reed e Ritchie Singer) já estão desenvolvendo sua própria visão moderna sobre eu, Claudius, e a Dinastia é concebida. Desde o início, a intenção de Esther de explorar "verdadeiras questões sociais" e não ter o programa como um "sabão inanimado com pessoas bonitas e roupas bonitas" se choca com a rede e os escrúpulos dos anunciantes com o personagem homossexual Steven, "o primeiro personagem abertamente gay em uma série de drama no horário nobre." John Forsythe (Bartholomew John) - a voz de Charlie de Charlie's Angels - e Linda Evans (Melora Hardin) são escolhidos como Blake e Krystle Carrington. Com a nova série em #40 nas avaliações, ABC empurra para Steven para ser "curado" e Richard concebe uma mulher J. R. Ewing: amarga ex-esposa de Blake Alexis. Logo Dynasty dá as boas-vindas a Heather Locklear (Holly Brisley) como Sammy Jo e Joan Collins (Alice Krige) como a vilã Alexis.
As classificações sobem quando Alexis abre caminho pela Dynasty e Sammy Jo faz Steven reconsiderar o romance entre pessoas do mesmo sexo. O retratista de Steven, Al Corley (Rel Hunt), irritado com a direção que seu personagem está tomando, pergunta "Ei, eu não sou gay ... mas me corrija se eu estiver errado, a homossexualidade é uma doença que pode ser curada por uma loira Bimbo em shorts Daisy Duke? ... e logo será substituído. Preso na segunda posição - apesar da provocação de um caso de Krystle com o ator convidado Rock Hudson (Robert Coleby) - a Dinastia se torna "o espetáculo mais caro da história" e gera uma série de spin-offs. O massacre de casamento da Moldávia finalmente leva o show a #1 quando o mundo descobre que o Rock Hudson tem AIDS. Collins quer mais dinheiro para "colocar o 'desagradável' em Dynasty", mas Esther joga duro para provar que todos são substituíveis. As classificações começam a cair no rescaldo do enredo da Moldávia e, na sétima temporada, a ABC está a falar de cancelamento. Esther arquiva uma ação judicial em busca de lucros quando notícias surgem sobre os planos de Aaron para Spelling Entertainment irem a público. Há muito tempo infeliz com a qualidade do enredo, John finalmente explode; Joan enfrenta o espetáculo público sobre seu divórcio. Percebendo que as coisas importantes da vida estão passando por ela, Linda decide que precisa deixar a Dinastia, e uma Joan que a apoia bem. A temporada nove termina com Blake e Alexis em perigo mortal, mas poucos espectadores. A ABC cancela sem cerimônia o show - "os anos 80 acabaram".
Querendo dar aos fãs um final adequado, Esther, Richard e Aaron abordam a ABC sobre um filme de reunião. A rede está relutante, mas a influência de Aaron prevalece. O elenco feliz retornará com salários reduzidos; Quando perguntada se ela quer um dublê para a briga final de Alexis com Krystle, Joan brinca: "Que porra - por algumas fotos que eu gostaria de receber neste momento!" Todos partem sorrindo, sabendo que fizeram história.

## Elenco creditado
- Pamela Reed como Esther Shapiro
- John Terry como Vince Peterson
- Melora Hardin como Linda Evans (Krystle Carrington)
- Ritchie Singer como  Richard Shapiro
- Nicholas Hammond como Aaron Spelling
- John Atkinson como Les Markowitz
- Bartholomew John como John Forsythe (Blake Carrington)
- Alice Krige como Joan Collins (Alexis Colby)

### Elenco adicional
- Rel Hunt como Al Corley (Steven Carrington)
- Holly Brisley como Heather Locklear (Sammy Jo Carrington)
- John Gregg como Lloyd Bochner (Cecil Colby)
- Rory Williamson como Michael Nader (Dex Dexter)
- Rachael Taylor como Catherine Oxenberg (a primeira Amanda Carrington)
- Robert Coleby como Rock Hudson ( Daniel Reece)
- Julian Garner como Peter Holm
- Phillip Hinton como Leonard Goldenson
- Anna Lee como soletrar dos doces
- Nick Tsakonas como Yanni
- Troy Planet como Lou
- Felicity Price como Dottie

## Recepção e crítica
O filme recebeu críticas mistas tanto por conteúdo quanto por precisão histórica, e foi criticado por todos os três líderes da Dynasty - John Forsythe, Linda Evans e Joan Collins - em comunicados de imprensa separados. The New York Times chamou isso de "engraçado" e "menos satírico do que se tem dito" com "alguns momentos sérios, que não exagera".
Como notado no filme em si, a licença dramática é obtida tanto com a linha do tempo histórica quanto com os eventos, bem como com os enredos fictícios originalmente apresentados no Dynasty. Foi produzido principalmente na Austrália, com vários membros do elenco não americanos.